# Nathaniel Rateliff

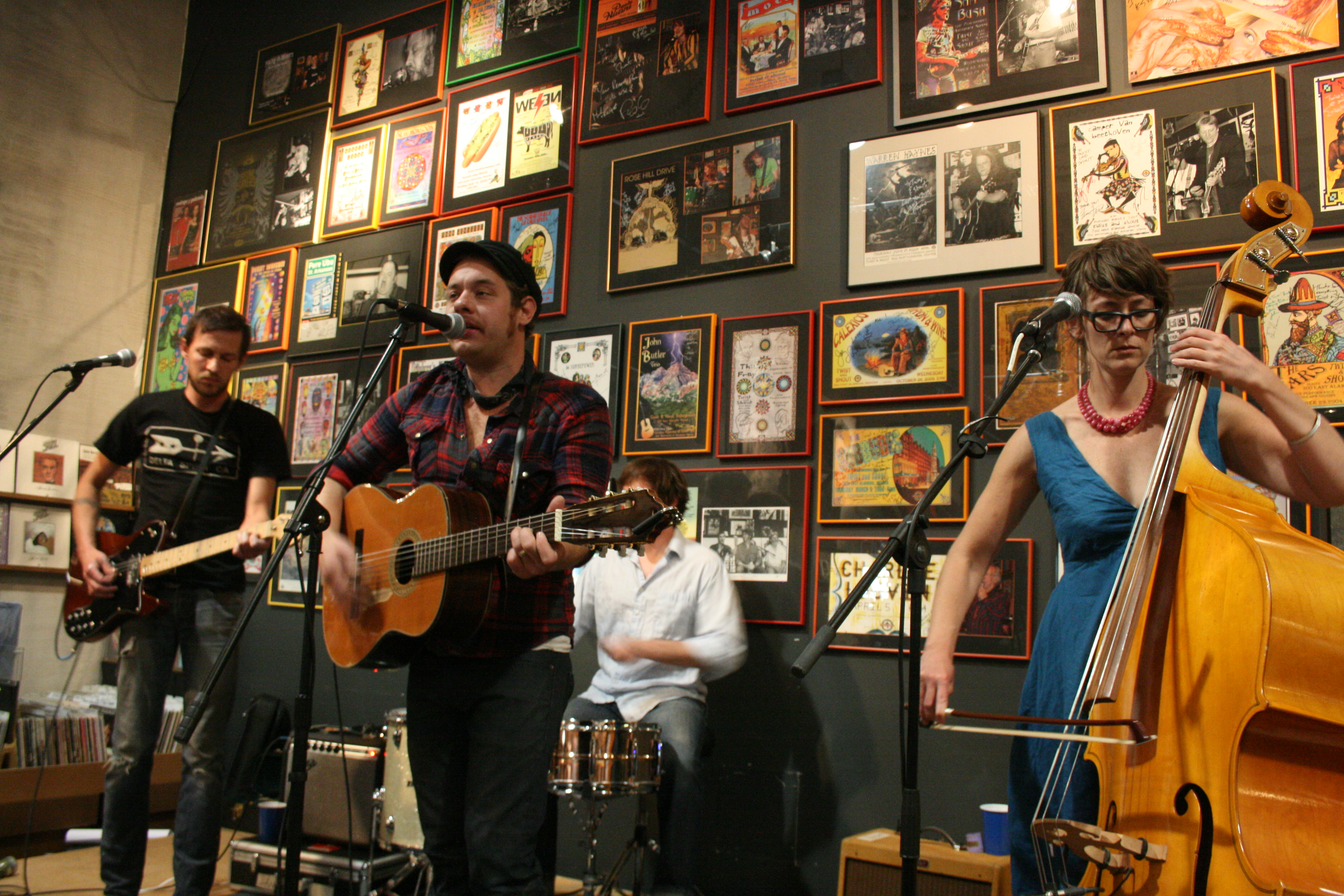
Joseph Pope, Nathaniel Rateliff en Julie Davis tijdens een optreden in een platenzaak te Denver.

Nathaniel Rateliff (Bay (Missouri), 7 oktober 1978) is een Amerikaans zanger en gitarist. Hij treedt geregeld op met een gelijknamige band, die bestaat uit Joseph Pope (elektrische gitaar, mondharmonica en zang), Julie Davis (contrabas en zang) en Rateliff (zang en akoestische gitaar). Naast zijn muzikale loopbaan is Rateliff sinds 2008 werkzaam als tuinman.

## Biografie
Rateliff groeide op in een arm gezin in het kleine dorpje Bay in de staat Missouri. Op zevenjarige leeftijd begon hij met drummen. Toen Rateliff dertien jaar oud was, overleed zijn vader, Cecil "Red" Rateliff. Hierna begon hij op de 12-snarige gitaar van zijn moeder te spelen. Zij kocht voor hem een eigen gitaar. Hij luisterde als tiener veel naar een cassettebandje van het in 1971 verschenen album Led Zeppelin IV. Door mee te spelen met "When The Levee Breaks" en "Misty Mountain Hop" leerde hij drummen.
Rateliff woonde een tijd in Hermann, waar hij Pope leerde kennen, met wie hij in zijn eerste bandje speelde. De twee verhuisden naar Denver toen Rateliff achttien jaar oud was. In Denver kreeg hij werk als vrachtwagenchauffeur. Hij bleek echter te lijden aan een lichte vorm van narcolepsie en moest daardoor stoppen met deze baan. Hierna leerde hij zichzelf pianospelen en nam hij met behulp van 8 sporencassettes voor het eerst zijn eigen liedjes op. Het door Leonard Cohen geschreven lied "Hallelujah" was het eerste dat Rateliff leerde spelen op de piano. Hij richtte samen met Pope de band Born in the Flood op en in 2007 brachten ze het album If This Thing Should Spill uit.
Zijn eerste soloplaat, Desire and Dissolving Men, bracht Rateliff op 6 november 2007 in eigen beheer uit als The Wheel en als Nathaniel Rateliff and the Wheel.
In 2010 stond Rateliff met Pope en Davis in het voorprogramma van Mumford & Sons, toen zij door Europa toerden. Hun debuutalbum, getiteld In Memory of Loss, werd door Rounder Records uitgegeven. De muziek van dit album schreef hij ten tijde van Desire and Dissolving Men. Op 28 februari 2011 werd het liedje "Shroud" als eerste single hiervan uitgebracht. Het album werd geproduceerd door Brian Deck in Chicago. In maart 2011 gaf Universal Records het album op grote schaal uit.
In 2015 bracht Stax Records het album Nathaniel Rateliff & The Night Sweats uit. Anders dan zijn eerdere werk is de muziek op deze plaat, die Rateliff met de band The Night Sweats opnam, beïnvloed door soul en rhythm-and-blues.

## Discografie
- The Fear That We May Not Be (2005, als Born in the Flood)
- If This Thing Should Spill (2007, als Born in the Flood)
- Desire and Dissolving Men (2007, als The Wheel)
- In Memory of Loss (2010, als Nathaniel Rateliff)
- Falling Faster Than You Can Run (2013, als Nathaniel Rateliff)
- Closer EP (2015, als Nathaniel Rateliff)
- Nathaniel Rateliff & The Night Sweats (2015, met The Night Sweats)
- Live at red rocks (2017, met The Night Sweats)
- Tearing at the seams (2018, met The Night Sweats)

## Musici
In 2011 bestond de band Nathaniel Rateliff uit de volgende musici:
- Nathaniel Rateliff - zang, gitaar
- Ben DeSoto - drums
- Julie Davis - basgitaar, zang
- Carrie Beeder - altviool, cello
- James Han - piano
- Joseph Pope III - gitaar, zang

## Hitnoteringen
| Single met hitnotering(en) in de Vlaamse Ultratop 50 | Datum van verschijnen | Datum van binnenkomst | Hoogste positie | Aantal weken | Opmerkingen          |
| ---------------------------------------------------- | --------------------- | --------------------- | --------------- | ------------ | -------------------- |
| I Need Never Get Old                                 | 2016                  | 21-05-2016            | 3               | 23           | met The Night Sweats |
| S.O.B.                                               | 2016                  | 22-10-2016            | 7               | 18           | met The Night Sweats |
| You Worry Me                                         | 2018                  | 27-01-2018            | 26              | 13           | met The Night Sweats |

### NPO Radio 2 Top 2000
Van Nathaniel Rateliff stond alleen S.O.B. in 2016 in de NPO Radio 2 Top 2000, op plek 1770.